# Melike
Melike Tarhan  (Gent, 3 maart 1978) is een Belgisch-Turkse zangeres, songwriter, germaniste en psychotherapeute.

## Biografie

### Melike, Macar
Melike Tarhan richtte in 2002 samen met Osama Abdulrasol het muziekensemble Melike op (met Lode Vercampt, Azzedine Jazouli, Wouter Vandenabeele, Bekir Gürbüz, Emre Gültekin, Henk de Laat, Stefaan Smagghe) waarmee ze nationaal en internationaal veel getourd heeft. Ze brachten het album Macar uit in 2004 (Long Distance, Harmonia Mundi) met herwerkte Turkse traditionals en eigen werk. Dit was het begin van een reeks muzikale omzwervingen waarbij de Turkse in combinatie met Westerse muziek telkens in een ander kader werden geplaatst.

### Tri a Tolia, Zumurrude
Zo ontstond verder ook het trio Tri a Tolia, waar ze eigen composities bracht samen met Osama Abdulrasol en Lode Vercampt (album Zumurrude, 2008 Homerecords).

### Melike, Inn of Love
In 2014 bracht het ensemble Melike het album Inn of Love uit, waarbij bewerkingen van Turkse traditionals uit Centraal Anatolië en eigen werk centraal stonden. Deze CD kwam eveneens uit bij Homerecords (met  Hendrik Braeckman, John Snauwaert en François Taillefer).

### Melike, Yürekten
In Turkije volgde een versie met 5 extra bonustracks bij het label KALAN Müzik in februari 2015.

### TARHAN, Juicy Little Bramble
Met de band TARHAN met Bruno De Groote, Frederik Van Den Berghe, Matthias Debusschere (CD 2016 Juicy Little Bramble, Homerecords.be) bracht ze eigen Engelstalige nummers in een ethno-pop bezetting, die ze schreef samen met gitarist Bruno De Groote en auteur Petra Doom.

### Melike, Barabar
Intussen verdiepte ze zich ook weer in de traditionals en creëerde ze de voorstelling Barabar (2018), waarin ze traditionele muziekstukken herwerkte en aan elkaar reeg.

### Samenwerkingen
- als soliste met Antwerp Symphony Orchestra (COMcerts 2005 - project van Dirk Brossé met o.a. Ozark Henry, Laïs, Claron McFadden, ...),[11][12]
- en ze zong op de cd DO’UN (2017) van Mireille Capelle met het HERMESensemble,[13]
- in Olla Vogala (Siyanbonga tournee),[14]
- in La Caccia (met Philippe Malfeyt),[15]
- met Ex Tempore (Cantigas 2002 - PANDORA². o.l.v Marcel Ketels & Turks repertoire 2017),[16]
- en ze zong de soundtrack van Brod Ludaka (2006), een kortfilm van Matthias Lebeer met muziek van Dirk Brossé.[17]
- in Peace to the World (Wim Opbrouck/Gonewest 2018),[18][19]
- in België, dat zijn Wij (2017) met Les Soeurs Binti, begeleid door het Nationaal Orkest van België o.l.v. Dirk Brossé,
- in 2019, als soliste, samen met tenor Thomas Blondelle, zong ze de Canto General: gecomponeerd door Mikis Theodorakis, op tekst van Pablo Neruda, met deCHORALE (o.l.v. Paul Dinneweth) en orkest (o.l.v. Frank De Wolf) in deSingel,[20][21]
- in Uzingt (Koor & Stem 2021).[22]

### Nederlandstalige projecten
- Ze zong Nederlandstalige popklassiekers en nieuwe nummers (van o.a. Luc De Vos, Bart Peeters, Herman Brusselmans) in Ze kwamen uit het Zuiden met de band Djamelike (2008)[23][24]
- en verder in Geen Kwaje Vrienden (2017) van Lieven Tavernier,[25][26]
- in het project Koenseer in de Fransen Theejoater (2018) van Dirk Brossé en Luk De Bruyker[27]

### Theater- en muziektheaterproducties
Ze werkte mee aan diverse theater- en muziektheaterproducties.
- Ze componeerde voor en zong mee in Gloria, een project van LOD en Dick van der Harst (CD GLORIA 2007),[28][29]
- in Neeland (2014-2015), een muzikale monoloog van Nic Balthazar (met Philippe Malfeyt en Vardan Hovanissian),[30][31]
- en in de librettolezing Mitridate (2016), bij WALPURGIS.[32][33]
- Voor Zonzo Compagnie maakte ze het totaalspektakel NOMAD Turkije (2015) (Big Bang festival).[34][35]
- Ook de muzikale vertellingen Moeders van de stilte (2016) en Wolkenkinderen (2018) van auteur en psychologe Birsen Taspinar creëerde ze mee, samen met bassist Henk De Laet en kanun speler Osama Abdulrasol.[36][37]
- Bij NTGent zong, componeerde en acteerde ze in de productie Sneeuw (2016-2017) (regie Luk Perceval).[38][39][40]

### Op TV en radio
- In 2005 en 2006 zong ze in het programma De Rechtvaardige Rechters (met Jo Van Damme) op Canvas.[41]
- Ze presenteerde in 2009 het wereld muziekprogramma ‘Hemel en Aarde’ op Klara.[42]
- Ze was verder panellid tijdens de finale van de Koningin Elisabethwedstrijd Voice 2018 op Canvas.[43]
- Ze was jurylid zangwedstrijd O Ses Benim (2018-2019) op Aktif TV Belçika.[44]

### Als jurylid
Ze heeft zelf meerdere malen in jury’s, raden van bestuur en commissies gezeteld, o.a.
- de Cultuurprijzen van de Vlaamse Gemeenschap in 2005 en 2008 voor wereldmuziek.[45][46]
- juryvoorzitster alle voorrondes Imagine Festival (jeugd en muziek Vlaanderen, 2012 en 2013).[47]
- lid van de Beoordelingscommissie Muziek Vlaamse Overheid (2009-2015).[48]
- jurylid Silver Horse Awards samen met juryvoorzitter Zülfü Livaneli (2012).[49][50][51]
- panellid in de Koningin Elisabethwedstrijd (Voice 2018) op Canvas.[43]
- jurylid zangwedstrijd O Ses Benim (2018-2019).[44]
- ze was lid van de RvB van NTgent (2017-2020).[52]

### Silver Horse Award
Ze werd in 2011 genomineerd voor een Silver Horse Award  voor haar werk als muzikante in Europa met Turkse roots.

## Opleidingen
- Melike Tarhan was als kind in de ban van de Turkse muziek en ging zich dan verdiepen in het vak in Berlijn waar ze naast haar studie Germanistik (Humboldt-Universiteit 2001) verder ook zong in Turkse muziekhuizen en zanglessen volgde bij de experimentele zangeres Claudia Herr.
- Terug in Gent behaalde ze het diploma Licentiaat in de Germaanse Talen aan de Universiteit Gent (2002).
- Verder volgde ze lessen Indische zangtechnieken bij Mahabub Khan (2003)
- Ze volgde ook lessen Klassieke Zang bij Mireille Capelle (conservatorium Gent 2004).
- In 2015 behaalde ze een diploma Psychologisch Consulent (AIHP)
- In 2019 behaalde ze een postgraduaat in de Integratieve en Humanistisch-Experiëntiële Psychotherapie (VIVES Kortrijk & AIHP).

## Discografie

### Eigen albums
- Melike, EP (AKI music 2003)[54]
- Melike, Macar (Long Distance, Harmonia Mundi 2004)
- Tri a Tolia, Zumurrude (Homerecords 2008)
- Melike, Inn of Love (Homerecords 2014)
- Melike, Yürekten (KALAN Müzik 2015)
- TARHAN, Juicy Little Bramble (Homerecords.be 2016)

### Samenwerkingen
- Kortfilm “Brod Ludaka”, Matthias Lebeer, muziek: Dirk Brossé (soundtrack) 2006
- Flamundo (compilatie Muziekcentrum Vlaanderen) 2006[55]
- Gloria, Dick van der Harst (LOD, Stad Gent 2007)[29]
- Transpiradansa 2007[56]
- Aardvark 2008[57]
- Dirk Brossé “ A Portrait in Music” (EMI): soundtrack Brod Ludaka 2010[58]
- Mustafa Avsar, Willem Vermandere & Walter De Buck “Bu sehir” 2011[59]
- Merdan Taplak “In it for the Honey” 2012[60]
- John Snauwaert “Work on peace” 2012[61]
- Kortfilm “ Baghdad Messi”, Sahim Omar Kalifa (soundtrack) 2012[62]
- Flamundo 2014[63]
- Lieven Tavernier, “Eerste Sneeuw” boek met CD 2016[25]
- Lieven Tavernier, “Geen kwaje vrienden” CD 2016[25][26]
- Esme Bos, “De mooiste wiegeliedjes van hier en elders” 2016[64]
- Mireille Capelle en het HERMES ensemble (Peter Merckx, Marc Tooten, Stijn Saveniers, Karin De Fleyt, Geert Callaert en Osama Abdulrasol) “DO’UN” CD 2017[65][66]
- Michel Ebben, “Inertia” 2019[67]
- Esmé Bos en Bart Voet “Daar zat een aapje op een stokje en andere dierenliedjes van hier en elders”) 2020[68]